# Giải Tinh thần độc lập cho nữ diễn viên phụ xuất sắc nhất
Giải Tinh thần độc lập cho nữ diễn viên phụ xuất sắc nhất là một trong các giải Tinh thần độc lập dành cho nữ diễn viên đóng vai phụ trong một phim độc lập, được bầu chọn là xuất sắc nhất. Giải này được lập từ năm 1987.

## Các người đoạt giải & được đề cử

### Thập niên 1980
- 1987: Anjelica Huston - The Dead
  - Karen Allen - The Glass Menagerie
  - Kathy Baker - Street Smart
  - Martha Plimpton - Shy People
  - Ann Sothern - The Whales of August
- 1988: Rosanna DeSoto - Stand and Deliver
  - Bonnie Bedelia - The Prince of Pennsylvania
  - Debbie Harry - Hairspray
  - Amy Madigan - The Prince of Pennsylvania
  - Patti Yasutake - The Wash
- 1989: Laura San Giacomo - Sex, Lies, and Videotape
  - Bridget Fonda - Shag
  - Heather Graham - Drugstore Cowboy
  - Mare Winningham - Miracle Mile
  - Mary Woronov - Scenes from the Class Struggle in Beverly Hills

### Thập niên 1990
- 1990: Sheryl Lee Ralph - To Sleep with Anger
  - Tracy Arnold - Henry: Portrait of a Serial Killer
  - Ethel Ayler - To Sleep with Anger
  - Tisha Campbell-Martin - House Party
  - Adrienne-Joi Johnson - House Party
- 1991: Diane Ladd - Rambling Rose
  - Sheila McCarthy - Bright Angel
  - Deirdre O'Connell - Pastime
  - Emma Thompson - Impromptu
  - Mary B. Ward - Hangin' with the Homeboys
- 1992: Alfre Woodard - Passion Fish
  - Brooke Adams - Gas Food Lodging
  - Sara Gilbert - Poison Ivy
  - Karen Sillas - Simple Men
  - Danitra Vance - Jumpin' at the Boneyard
- 1993: Lili Taylor - Household Saints
  - Lara Flynn Boyle - Equinox
  - Lucinda Jenney - American Heart
  - Julianne Moore - Short Cuts
  - Ah Lei Gua - The Wedding Banquet
- 1994: Dianne Wiest - Bullets Over Broadway
  - V.S. Brodie - Go Fish
  - Carla Gallo - Spanking the Monkey
  - Kelly Lynch - The Beans of Egypt, Maine
  - Brooke Smith - Vanya on 42nd Street
- 1995: Mare Winningham - Georgia
  - Jennifer Lopez - My Family
  - Vanessa Redgrave - Little Odessa
  - Chloë Sevigny - Kids
  - Celia Weston - Dead Man Walking
- 1996: Elizabeth Peña - Lone Star
  - Queen Latifah - Set It Off
  - Mary Kay Place - Manny & Lo
  - Lili Taylor - Girls Town
  - Lily Tomlin - Flirting with Disaster
- 1997: Debbi Morgan - Eve's Bayou
  - Farrah Fawcett - The Apostle
  - Amy Madigan - Loved
  - Miranda Richardson - The Apostle
  - Patricia Richardson - Ulee's Gold
- 1998: Lynn Redgrave - Gods and Monsters
  - Stockard Channing - The Baby Dance
  - Patricia Clarkson - High Art
  - Lisa Kudrow - The Opposite of Sex
  - Joely Richardson - Under Heaven
- 1999: Chloë Sevigny - Boys Don't Cry
  - Barbara Barrie - Judy Berlin
  - Vanessa Martinez - Limbo
  - Sarah Polley - Go
  - Jean Smart - Guinevere

### Thập niên 2000
- 2000: Zhang Ziyi - Crouching Tiger, Hidden Dragon
  - Pat Carroll - Songcatcher
  - Jennifer Connelly - Requiem for a Dream
  - Marcia Gay Harden - Pollock
  - Lupe Ontiveros - Chuck & Buck
- 2001: Carrie-Anne Moss - Memento
  - Davenia McFadden - Stranger Inside
  - Summer Phoenix - The Believer
  - Uma Thurman - Tape
  - Tamara Tunie - The Caveman's Valentine
- 2002: Emily Mortimer - Lovely & Amazing
  - Viola Davis - Antwone Fisher
  - Jacqueline Kim - Charlotte Sometimes
  - Juliette Lewis - Hysterical Blindness
  - Julianne Nicholson - Tully
- 2003: Shohreh Aghdashloo - House of Sand and Fog
  - Sarah Bolger - In America
  - Patricia Clarkson - Pieces of April
  - Hope Davis - The Secret Lives of Dentists
  - Frances McDormand - Laurel Canyon
- 2004: Virginia Madsen - Sideways
  - Cate Blanchett - Coffee and Cigarettes
  - Loretta Devine - Woman Thou Art Loosed
  - Robin Simmons - Robbing Peter
  - Yenny Paola Vega - Maria Full of Grace
- 2005: Amy Adams - Junebug
  - Maggie Gyllenhaal - Happy Endings
  - Allison Janney - Our Very Own
  - Robin Wright Penn - Nine Lives
  - Michelle Williams - Brokeback Mountain
- 2006: Frances McDormand - Friends With Money
  - Melonie Diaz - A Guide to Recognizing Your Saints
  - Marcia Gay Harden - American Gun
  - Mary Beth Hurt - The Dead Girl
  - Amber Tamblyn - Stephanie Daley
- 2007: Cate Blanchett - I'm Not There
  - Anna Kendrick - Rocket Science
  - Jennifer Jason Leigh - Margot at the Wedding
  - Tamara Podemski - Four Sheets to the Wind
  - Marisa Tomei - Before the Devil Knows You're Dead
- 2008: Penélope Cruz - Vicky Cristina Barcelona 
  - Rosemarie DeWitt - Rachel Getting Married
  - Rosie Perez - The Take
  - Misty Upham - Frozen River
  - Debra Winger - Rachel Getting Married